# Equitazione ai Giochi della XIV Olimpiade - Dressage individuale
La competizione del dressage individuale di equitazione dai Giochi della XIV Olimpiade si è svolta i giorni 9 e 10 agosto al Central Stadium, Aldershot.

## Classifica finale
| Pos.    | Binomio                  | Binomio       | Nazione     | Punti |
| Pos.    | Cavaliere                | Cavallo       | Nazione     | Punti |
| ------- | ------------------------ | ------------- | ----------- | ----- |
| Oro     | Hans Moser               | Hummer        | Svizzera    | 492,5 |
| Argento | André Jousseaume         | Harpagon      | Francia     | 480,0 |
| Bronzo  | Gustaf Adolf Boltenstern | Trumf         | Svezia      | 477,5 |
| 4       | Robert Borg              | Klingsor      | Stati Uniti | 473,5 |
| 5       | Henri Saint Cyr          | Djinn         | Svezia      | 444,5 |
| 6       | Jean Saint-Fort Paillard | Sous les Ceps | Francia     | 439,5 |
| 7       | Alois Podhajsky          | Teja          | Austria     | 437,5 |
| 8       | Earl Foster Thomson      | Pancraft      | Stati Uniti | 421,0 |
| 9       | Fernando Paes            | Matamas       | Portogallo  | 411,0 |
| 10      | Francisco Valadas Júnior | Feitico       | Portogallo  | 405,0 |
| 11      | Justo Iturralde          | Pajarito      | Argentina   | 397,0 |
| 12      | Luís Mena e Silva        | Fascinante    | Portogallo  | 366,0 |
| 13      | Frank Henry              | Reno Overdo   | Stati Uniti | 361,5 |
| 14      | Carlos Kirkpatrick       | Yanta         | Spagna      | 353,0 |
| 15      | Maurice Buret            | Saint Ouen    | Francia     | 349,5 |
| 16      | Humberto Terzano         | Bienvenido    | Argentina   | 327,0 |
| 17      | Oscar Goulú              | Grillo        | Argentina   | 281,5 |
| 18      | Gabriel Gracida          | Kamcia        | Messico     | 248,5 |
| Squal.  | Gehnäll Persson          | Knaust        | Svezia      | 444,0 |